# 페르닐라 아우구스트
페르닐라 아우구스트(스웨덴어: Pernilla August, 1958년 2월 13일 ~ )는 스웨덴의 배우로 본명은 미아 페르닐라 헤르츠만에릭손(스웨덴어: Mia Pernilla Hertzman-Ericson)이다. 1992년 칸 영화제, 굴드바게상 여우주연상 수상자이다.

## 출연 작품
- 스타 워즈 에피소드 1: 보이지 않는 위험
- 스타 워즈 에피소드 2: 클론의 습격